# Johannes Valentin
Johannes Franz Wilhelm Valentin (* 20. April 1884 in Preußisch Holland; † 19. Februar 1959 in Greifswald) war ein deutscher Pharmaziehistoriker und Hochschullehrer an der Universität Greifswald. 

## Leben
Johannes Valentin wurde als Sohn eines Kantors im ehemaligen Ostpreußen geboren. Nach einer Privatschule besuchte er das Gymnasium. Am 1. Juli 1901 brach er wegen des Todes des Vaters das Gymnasium ab und wurde Lehrling in der Altstadt-Apotheke in Gumbinnen. 1904 bestand Valentin die Gehilfenprüfung und war in verschiedenen Apotheken des damaligen Ostpreußen tätig. 1906 bestand er das Abitur in Rastenburg und begann im gleichen Jahr mit dem Studium der Pharmazie an der Universität Königsberg. 1908 bestand Valentin die Staatsprüfung für Pharmazie und ein Jahr später das Verbandsexamen für Chemie. Seit 1907 war er als Hilfsassistent im Pharmazeutisch-Chemischen Laboratorium tätig und absolvierte die Prüfung für das höhere Lehramt in den Fächern Chemie, Mineralogie, Bootanik, Zoologie und Physik. 1912 promovierte Valentin unter der Leitung von Erwin Rupp. Anschließend erhielt er eine Stelle als Studienrat an der Königin-Luise-Schule in Tilsit. 
1927 wurde Valentin Studienrat in Königsberg. In den folgenden Jahren erschienen regelmäßig Publikationen seiner chemisch-pharmazeutischen Forschungsarbeiten und zahlreiche Publikationen zur Geschichte der Pharmazie. 1936 erhielt er einen Lehrauftrag für Pharmaziegeschichte an der Universität in Königsberg und hielt Vorlesungen in diesem Fach. Dem Nationalsozialismus stand  Valentin kritisch gegenüber, weshalb man ihn erst 1944  zum Honorarprofessor ernannte. 
Von 1945 bis 1946 lebte er als Flüchtling in Dänemark. Danach wurde ihm 1947 eine Stelle als wissenschaftlicher Mitarbeiter an der Universität in Greifswald vermittelt, verbunden mit Lehraufträgen in Pharmaziegeschichte und Pharmazeutischer Chemie. 1953 wurde er Direktor des Pharmazeutisch-Chemischen Instituts der Universität Greifswald. Er war auch berufspolitisch aktiv. 1955 wählte man Valentin zum ersten Präsidenten der Pharmazeutischen Gesellschaft in der DDR.

## Bedeutung
Neben seinem Verdienst als Hochschullehrer förderte er die Pharmazeutische Wissenschaft in Greifswald. In Greifswald konnten unter seiner Leitung sechs Apotheker promovieren, unter denen sich heute anerkannte Professoren wie Günther Wagner und Wolfgang Weuffen befinden. Insgesamt verfasste Valentin 75 Publikationen und acht Bücher, darunter Arbeiten zur Arzneimittelprüfung, pharmazeutisch-chemische/analytische Arbeiten und pharmaziehistorische Arbeiten. Als Hochschullehrer in Greifswald war Valentin auch bemüht, seine Studenten und Assistenten sowohl in fachlicher als auch in politisch-weltanschaulicher Hinsicht zu bilden.